# Justina Chepchirchir
Justina Chepchirchir  (née le 28 octobre 1968) est une athlète kényane, spécialiste des courses de demi-fond. 

## Biographie
Elle réalise le doublé 1 500 m / 3 000 m lors des championnats d'Afrique 1982, au Caire, et le doublé 800 m / 1 500 m lors des championnats d'Afrique 1984, à Rabat.

### Palmarès
| Date | Compétition            | Lieu     | Résultat | Épreuve   | Performance   |
| ---- | ---------------------- | -------- | -------- | --------- | ------------- |
| 1982 | Championnats d'Afrique | Le Caire | 1re      | 1 500 m   | 4 min 22 s 03 |
| 1982 | Championnats d'Afrique | Le Caire | 1re      | 3 000 m   | 9 min 20 s 30 |
| 1984 | Championnats d'Afrique | Rabat    | 1re      | 800 m     | 2 min 04 s 52 |
| 1984 | Championnats d'Afrique | Rabat    | 1re      | 1 500 m   | 4 min 18 s 45 |
| 1984 | Championnats d'Afrique | Rabat    | 1re      | 4 x 400 m | 3 min 37 s 76 |

### Records
| Épreuve | Performance  | Lieu | Date |
| ------- | ------------ | ---- | ---- |
| 1 500 m | 4 min 15 s 4 |      | 1988 |